# RK Crvenka
El Rukometni klub Crvenka es un club de balonmano de Serbia y Yugoslavia.

## Palmarés
Competiciones nacionales
- Campeonato de Yugoslavia masculina de balonmano (1) : 1969
- Copa de Yugoslavia masculina de balonmano (2) : 1967, 1988

## Jugadores destacados
- Zoran Calić  : 1983 a 1989
- Jožef Holpert: de 1977 a 1992
- Zlatko Portner : de 1980 a 1982
- Rolando Pušnik : de 1980 a 1981
- Momir Rnić
- Dragan Škrbić : de 1980 a 1988
- Zoran Živković : en la década de los 60